# ربيع أباد (درميان)
ربيع أباد (بالفارسية: ربیع‌آباد) هي مستوطنة تقع في إيران في قسم درمیان الريفي. يقدر عدد سكانها بـ 120 نسمة بحسب إحصاء 2016.